# Litoria kumae
Litoria kumae es una especie de anfibio anuro del género Litoria de la familia Pelodryadidae.

## Distribución geográfica
Es originaria de Papúa Nueva Guinea.